# Reichskommissariat Moskowien

Zona sulla quale si sarebbe dovuto instaurare il Reichskommissariat Moskowien.

Il Reichskommissariat Moskowien ("Commissariato del Reich della Moscovia" in tedesco, in russo Рейхскомиссариат Московия?) fu un'amministrazione civile (Reichskommissariat) che la Germania nazista progettò di istituire sui territori occupati dell'Unione Sovietica durante il periodo della seconda guerra mondiale; era conosciuto anche come Reichskommissariat Moskau ("Commissariato del Reich di Mosca") o come Reichskommissariat Russland ("Commissariato del Reich della Russia").
L'ente avrebbe dovuto comprendere tutti i territori della Russia centrale e settentrionale a ovest della catena degli Urali che non fossero stati ricompresi in altri Reichskommissariat; il centro amministrativo inizialmente proposto per l'ente doveva essere la capitale sovietica Mosca, ma in seguito Adolf Hitler avanzò l'intenzione di distruggere completamente la città dopo aver ucciso o deportato tutti gli abitanti, creando al suo posto un lago artificiale tramite l'apertura delle chiuse del Canale di Mosca. Il gauleiter ed esponente nazista Erich Koch fu inizialmente proposto come Reichskommissar per la zona di Mosca il 7 aprile 1941, ma nel giugno seguente rifiutò l'incarico e al suo posto fu selezionato l'obergruppenführer delle SA Siegfried Kasche.
L'ente rimase di fatto solo sulla carta e non ebbe attuazione concreta: varie porzioni del territorio da assegnare al Reichskommissariat furono occupate dai tedeschi durante le fasi finali dell'Operazione Barbarossa, ma la sconfitta patita nella battaglia di Mosca (settembre 1941 - gennaio 1942) impedì il completamento dei piani e l'ente non entrò mai in funzione.